# وا ذا لينكس
وا ذا لينكس (بالإسبانية: Guadalinex) نظام تشغيل مبني على لينكس، تروج له حكومة أندلوسيا (إسبانيا). ويستخدم في المدارس والمكتبات العامة ودور المسنين، ومراكز Guadalinfo.
هناك خمس نسخ مختلفة من وا ذا لينكس:
- Guadalinex edu (وضعت خصيصا للمدارس من قبل CGA)
- Guadalinex CDM (لدور المسنين)
- Guadalinex Guadalinfo (تستخدم فقط في مراكز Guadalinfo، حيث يمكن لأي مواطن أندلسي في المناطق الريفية الوصول إلى الإنترنت مجانا)
- Guadalinex Bibliotecas (إصدار مخصص للمكتبات العامة)
- Guadalinex Mini (مناسبة لأجهزة الكمبيوتر القديمة)

## وصلات خارجية
الموقع الرسمي